# Curtiss Autoplane
El Curtiss Autoplane, inventado por el estadounidense Glenn Curtiss en 1917, es ampliamente considerado como el primer intento de construir un automóvil volador. Aunque el vehículo fue capaz de levantarse del suelo, nunca realizó un vuelo completo. Retrospectivamente, Curtiss lo designó como Model 11.

## Diseño y desarrollo
El Autoplane era un triplano, y usaba las alas de un entrenador Curtiss Model L, con un pequeño plano delantero montado en el morro de la aeronave. El cuerpo de aluminio del Autoplane se parecía a un Model T y disponía de tres asientos en una cabina cerrada, con el piloto/chófer sentado en el asiento delantero y los dos pasajeros, lado a lado, en los traseros. Usaba una hélice propulsora cuatripala, y una cola de doble botalón. Un motor Curtiss OXX de 75 kW (100 hp) movía la hélice mediante un eje y correas. El avión disponía de un tren de aterrizaje de cuatro ruedas, siendo las delanteras orientables. Las alas y la cola podían desmontarse para usarlo como automóvil.
Fue mostrado en la Pan-American Aeronautic Exposition de Nueva York, en febrero de 1917. Realizó unos pocos saltos antes de que la entrada de los Estados Unidos en la Primera Guerra Mundial en abril de 1917 finalizara el desarrollo del Autoplane.

## Especificaciones
Referencia datos: Curtiss Aircraft 1907–1947

### Características generales
- Tripulación: Uno (piloto)
- Capacidad: Dos pasajeros
- Longitud: 8,2 m (26,9 ft)
- Envergadura: 12,34 m (superior y media), 7,1 m (inferior)
- Altura: 3 m (9,8 ft)
- Planta motriz: 1× motor lineal V-8 refrigerado por agua Curtiss OXX.
  - Potencia: 75 kW (103 HP; 102 CV)
- Hélices: Propulsora de cuatro palas de paso fijo

### Rendimiento
- Velocidad máxima operativa (Vno): 105 km/h (65 MPH; 57 kt)

## Aeronaves relacionadas

### Secuencias de designación
- Secuencia Numérica (interna de Curtiss): ← 8 - 9 - 10 - 11 - 12 - 13 - 14 →